# Tour de France 2018
Tour de France 2018 je 105. ročníkem nejslavnějšího cyklistického závodu světa – Tour de France. Takzvaný Grand Départ neboli velký start začal rovinatou etapou 7. července v Noirmoutier-en-l'Île a skončil 29. července 2018 na Champs-Élysées v Paříži. Do závodu nastoupilo celkem 176 jezdců z 22 týmů. Oproti ročníku 2017 byl počet účastníků v každém týmu o jednoho závodníka snížen.
Závod poprvé v historii závodu vyhrál velšský cyklista Geraint Thomas, když původně nebyl počítán stájí Team Sky na lídra týmu do závodu. Vyhrál 2 těžké po sobě jdoucí horské alpské etapy. V prvním nervózním rovinatém týdnu ostoupili pro zranění z pádů někteří favorité jako Rigoberto Uran, Richie Porte, či z důvodu nemoci Michael Matthews. V prvních alpských etapách nesplnili časový limit sprinteři Fernando Gaviria – vítěz 2 etap, André Greipel, Dylan Groenewegen – vítěz 2 etap, Mark Cavendish. Ve výjezdu na Alpe d'Huez odstoupil po pádu další favorit Vincenzo Nibali. Za úder soupeři do tváře byl vyloučen ze závodu Gianni Moscon. Bodovací soutěž vyhrál s vysokým náskokem Peter Sagan, vrchařskou soutěž domácí závodník Julian Alaphilippe, soutěž pro mladé jezdce Pierre Latour, týmy
Movistar.
Cyklisté Tom Dumoulin na 2 místě a Chris Froome na třetím místě v celkovém pořadí absolvovali již v květnu 2018 Giro d'Italia 2018.

## Favorité závodu
Hlavními favority na vítězství před zahájením Tour byli pasováni Chris Froome, Nairo Quintana, Tom Dumoulin, Vincenzo Nibali, Richie Porte a Romain Bardet. Do širšího okruhu byli před startem pasováni na celkové vítězství také Primož Roglič, Adam Yates, Alejandro Valverde a Rigoberto Uran. .

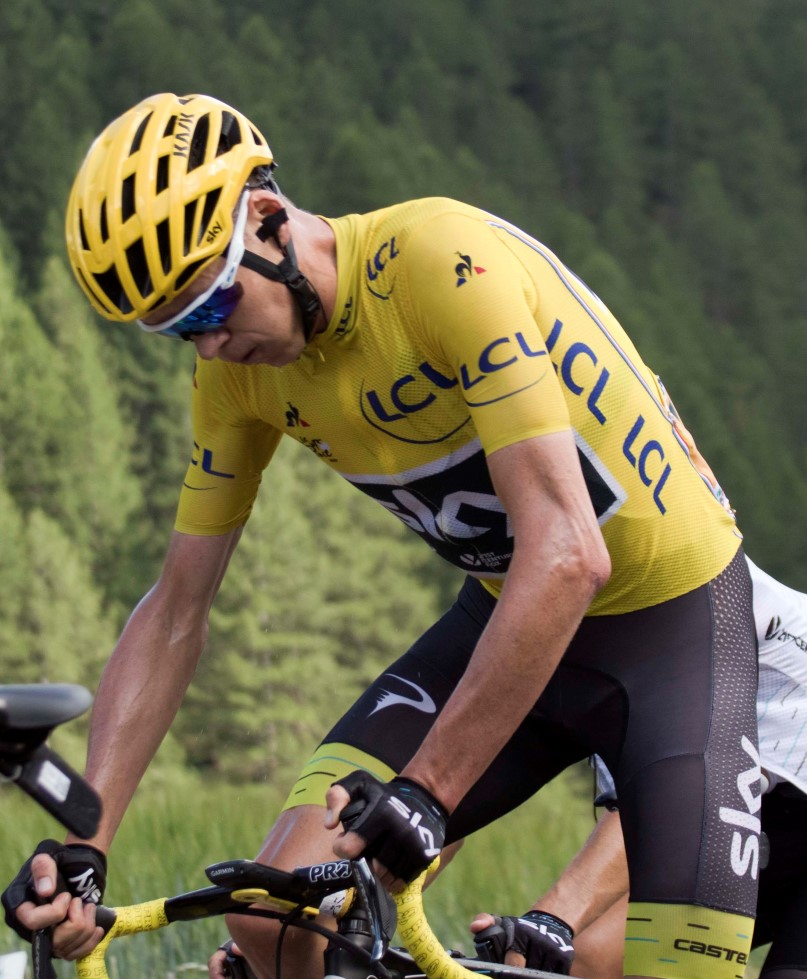
Obhájce prvenství Chris Froome

## Trať

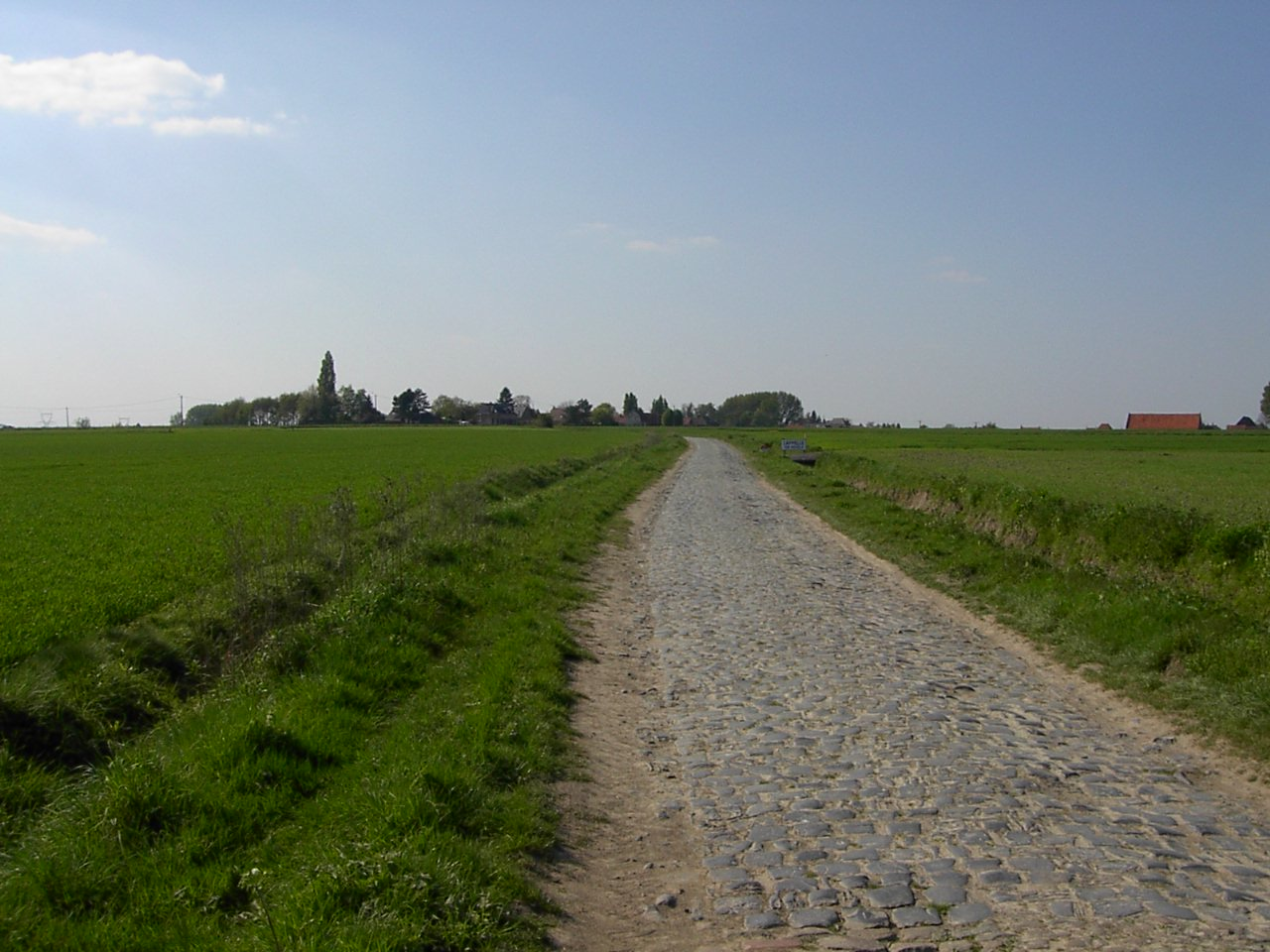
Sektor s dlažebními kostkami Auchy to bersée - 9. etapa (2 700m

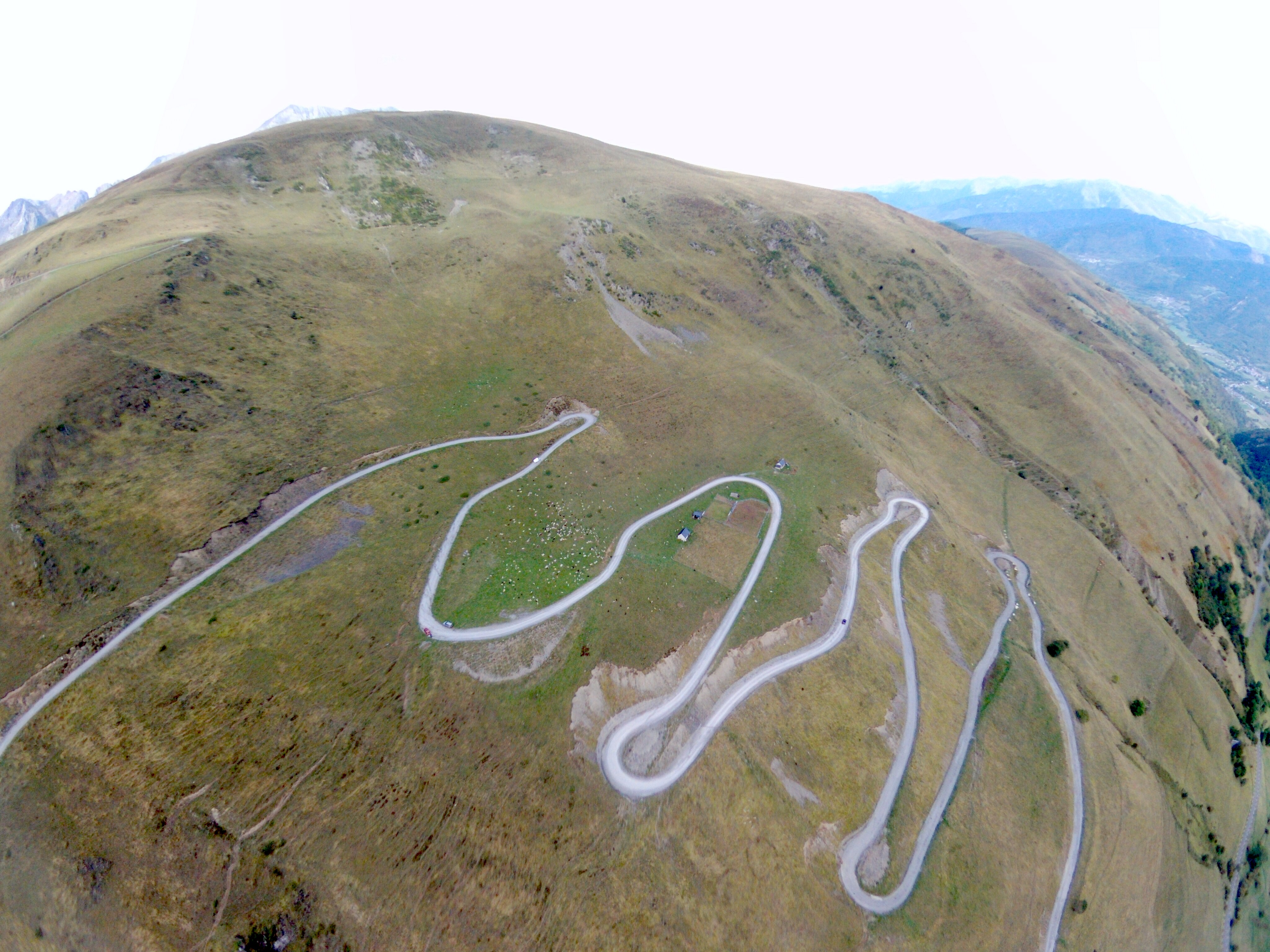
Poslední fáze stoupání na Col du Portet - 2 215m

V itineráři závodu je 8 rovinatých , 5 kopcovitých a 6 horských etap. Jedna týmová a jedna individuální časovka. Nejdelší etapa měří 231 km. Nejkratší etapa je 65 km dlouhá se třemi intenzivními stoupáními. Nejvyšším bodem závodu je 2215 m vysoký vrchol Col du Portet (16 km se stoupáním 8,7̤) s cenou Henriho Desgrange (5000€). Dalšími tradičními vrcholy jsou Col du Tourmalet (2115 m), Col de La Madeleine (2000 m), Alpe-d'Huez (1850 m). 9. etapa částečně kopírovala tradiční jarní závod Paříž – Roubaix, kde etapa probíhala v 15 sektorech v celkové délce 22 km na dlažebních kostkách s cílem nedaleko velodromu v Roubaix.
| Etapa | Datum        | Trasa                                        | Vzdálenost        | Typ | Typ                  | Vítěz              |
| ----- | ------------ | -------------------------------------------- | ----------------- | --- | -------------------- | ------------------ |
| 1     | 7. července  | Noirmoutier-en-l'Île – Fontenay-le-Comte     | 201 km (125 mi)   |     | Rovinatá etapa       | Fernando Gaviria   |
| 2     | 8. července  | Mouilleron-Saint-German – La Roche-sur-Yon   | 182,5 km (113 mi) |     | Rovinatá etapa       | Peter Sagan        |
| 3     | 9. července  | Cholet – Cholet                              | 35,5 km (22 mi)   |     | Týmová časovka       | BMC Racing Team    |
| 4     | 10. července | La Baule – Sarzeau                           | 195 km (121 mi)   |     | Rovinatá etapa       | Fernando Gaviria   |
| 5     | 11. července | Lorient – Quimper                            | 204,5 km (127 mi) |     | Kopcovitá etapa      | Peter Sagan        |
| 6     | 12. července | Brest – Mûr-de-Bretagne                      | 181 km (112 mi)   |     | Kopcovitá etapa      | Dan Martin         |
| 7     | 13. července | Fougères – Chartres                          | 231 km (144 mi)   |     | Rovinatá etapa       | Dylan Groenewegen  |
| 8     | 14. července | Dreux – Amiens                               | 181 km (112 mi)   |     | Rovinatá etapa       | Dylan Groenewegen  |
| 9     | 15. července | Arras – Roubaix                              | 156,5 km (97 mi)  |     | Kopcovitá etapa      | John Degenkolb     |
|       | 16. července | Annecy                                       | Annecy            |     | Den odpočinku        | Den odpočinku      |
| 10    | 17. července | Annecy – Le Grand-Bornand                    | 158,5 km (98 mi)  |     | Horská etapa         | Julian Alaphilippe |
| 11    | 18. července | Albertville – La Rosière Espace San Bernardo | 108,5 km (67 mi)  |     | Horská etapa         | Geraint Thomas     |
| 12    | 19. července | Bourg-Saint-Maurice – Alpe d'Huez            | 175,5 km (109 mi) |     | Horská etapa         | Geraint Thomas     |
| 13    | 20. července | Le Bourg-d'Oisans – Valence                  | 169,5 km (105 mi) |     | Rovinatá etapa       | Peter Sagan        |
| 14    | 21. července | Saint-Paul-Trois-Châteaux – Mende            | 188 km (117 mi)   |     | Kopcovitá etapa      | Omar Fraile        |
| 15    | 22. července | Millau – Carcassonne                         | 181,5 km (113 mi) |     | Kopcovitá etapa      | Magnus Cort        |
|       | 23. července | Carcassonne                                  | Carcassonne       |     | Den odpočinku        | Den odpočinku      |
| 16    | 24. července | Carcassonne – Bagnères-de-Luchon             | 218 km (135 mi)   |     | Horská etapa         | Julian Alaphilippe |
| 17    | 25. července | Bagnères-de-Luchon – Saint-Lary-Soulan       | 65 km (40 mi)     |     | Horská etapa         | Nairo Quintana     |
| 18    | 26. července | Trie-sur-Baïse – Pau                         | 171 km (106 mi)   |     | Rovinatá etapa       | Arnaud Démare      |
| 19    | 27. července | Lurdy – Laruns                               | 200,5 km (125 mi) |     | Horská etapa         | Primož Roglič      |
| 20    | 28. července | Saint-Pée-sur-Nivelle – Espelette            | 31 km (19 mi)     |     | Individuální časovka | Tom Dumoulin       |
| 21    | 29. července | Houilles – Paříž                             | 116 km (72 mi)    |     | Rovinatá etapa       | Alexander Kristoff |

## Vývoj držení trikotů
| Etapa               | Vítěz etapy         | Celková klasifikace                | Bodovací soutěže             | Vrchařská soutěž                    | Mladý jezdec               | Soutěž týmů               | Nejaktivnější jezdec            |
| ------------------- | ------------------- | ---------------------------------- | ---------------------------- | ----------------------------------- | -------------------------- | ------------------------- | ------------------------------- |
| 1.                  | Fernando Gaviria    | Fernando Gaviria                   | Fernando Gaviria             | Kevin Ledanois                      | Fernando Gaviria           | Quick-Step Floors         | Yoann Offredo                   |
| 2.                  | Peter Sagan         | Peter Sagan                        | Peter Sagan                  | Dion Smith                          | Fernando Gaviria           | Quick-Step Floors         | Sylvain Chavanel                |
| 3.                  | BMC Racing Team     | Greg Van Avermaet                  | Peter Sagan                  | Dion Smith                          | Soren Kragh Andersen       | Quick-Step Floors         | xxxxxxxxxx                      |
| 4.                  | Fernando Gaviria    | Greg Van Avermaet                  | Peter Sagan                  | Dion Smith                          | Soren Kragh Andersen       | Quick-Step Floors         | Jerome Cousin                   |
| 5.                  | Peter Sagan         | Greg Van Avermaet                  | Peter Sagan                  | Tom Skujins                         | Soren Kragh Andersen       | Quick-Step Floors         | Tom Skujins                     |
| 6.                  | Dan Martin          | Greg Van Avermaet                  | Peter Sagan                  | Tom Skujins                         | Soren Kragh Andersen       | Quick-Step Floors         | Damien Gaudin                   |
| 7                   | Dylan Groenewegen   | Greg Van Avermaet                  | Peter Sagan                  | Tom Skujins                         | Soren Kragh Andersen       | Quick-Step Floors         | Laurent Pichon                  |
| 8.                  | Dylan Groenewegen   | Greg Van Avermaet                  | Peter Sagan                  | Tom Skujins                         | Soren Kragh Andersen       | Quick-Step Floors         | Fabien Grellier                 |
| 9.                  | John Degenkolb      | Greg Van Avermaet                  | Peter Sagan                  | Tom Skujins                         | Soren Kragh Andersen       | Quick-Step Floors         | Damien Gaudin                   |
| 10.                 | Julian Alaphilippe  | Greg Van Avermaet                  | Peter Sagan                  | Julian Alaphilippe                  | Pierre Latour              | Movistar Team             | Greg Van Avermaet               |
| 11.                 | Geraint Thomas      | Geraint Thomas                     | Peter Sagan                  | Julian Alaphilippe                  | Pierre Latour              | Movistar Team             | Alejandro Valverde              |
| 12.                 | Geraint Thomas      | Geraint Thomas                     | Peter Sagan                  | Julian Alaphilippe                  | Pierre Latour              | Movistar Team             | Steven Kruijswijk               |
| 13.                 | Peter Sagan         | Geraint Thomas                     | Peter Sagan                  | Julian Alaphilippe                  | Pierre Latour              | Movistar Team             | Michael Schär                   |
| 14.                 | Omar Fraile         | Geraint Thomas                     | Peter Sagan                  | Julian Alaphilippe                  | Pierre Latour              | Movistar Team             | Jasper Stuyven                  |
| 15.                 | Magnus Cort         | Geraint Thomas                     | Peter Sagan                  | Julian Alaphilippe                  | Pierre Latour              | Movistar Team             | Rafał Majka                     |
| 16.                 | Julian Alaphilippe  | Geraint Thomas                     | Peter Sagan                  | Julian Alaphilippe                  | Pierre Latour              | Bahrain - Merida          | Philippe Gilbert                |
| 17.                 | Nairo Quintana      | Geraint Thomas                     | Peter Sagan                  | Julian Alaphilippe                  | Pierre Latour              | Movistar Team             | Tanel Kangert                   |
| 18.                 | Arnaud Demare       | Geraint Thomas                     | Peter Sagan                  | Julian Alaphilippe                  | Pierre Latour              | Movistar Team             | Luke Durbridge                  |
| 19.                 | Primož Roglic       | Geraint Thomas                     | Peter Sagan                  | Julian Alaphilippe                  | Pierre Latour              | Movistar Team             | Mikel Landa                     |
| 20.                 | Tom Dumoulin        | Geraint Thomas                     | Peter Sagan                  | Julian Alaphilippe                  | Pierre Latour              | Movistar Team             | xxxxxx                          |
| 21.                 | Alexander Kristoff  | Geraint Thomas                     | Peter Sagan                  | Julian Alaphilippe                  | Pierre Latour              | Movistar Team             |                                 |
| Konečné pořadí 2018 | Konečné pořadí 2018 | Celková klasifikace Geraint Thomas | Bodovací soutěže Peter Sagan | Vrchařská soutěž Julian Alaphilippe | Mladý jezdec Pierre Latour | Soutěž týmů Movistar Team | Nejaktivnější jezdec Dan Martin |